# 칼빈의 해석원리
칼빈의 해석원리로는 성경을 성경으로 해석하는 원리가 대표적이다. 이 원리를 근거로 장 칼뱅은 역사적 문법적 해석, 간결성과 용이성의 방법, 그리스도 중심적 해석, 그리고 성령의 조명에 의한 해석원리를 사용하였다.

## 같이 보기
- 간결성과 용이성